# أشرف الكردي
أشرف علي سيدو الكردي (1937 – 5 أبريل 2012) سياسي وطبيب أردني، وهو وزير الصحة الأردني الأسبق، وعضو سابق في مجلس الأعيان الأردني، والطبيب الخاص للرئيس الفلسطيني ياسر عرفات.

## نشأته وتحصيله العلمي
وُلد أشرف علي سيدو الكردي في مدينة عمان عام 1937 لعائلة تعود جذورها لمنطقة ديار بكر في تركيا، حيث كان والد جده قد هاجر إلى الأردن في القرن التاسع عشر. سافر أشرف الكردي إلى العراق لإكمال دراسته الثانوية في بغداد، حيث حاز على شهادة البكالوريا العراقية، وانتسب بعدها بكلية الطب في جامعة بغداد والتي حصل منها على درجة البكالوريوس في الطب والجراحة.

## حياته الشخصية
الكردي متزوج، وله أربعة أبناء، وهم: عمر وخالد ولؤي وطلال.

## أوسمة
جرى تقليد أشرف الكردي بالأوسمة التالية:
- وسام الاستقلال الأردني، عام 1970.[6]
- وسام الكوكب الأردني، عام 1979.[6]
- وسام الكرامة الأردني.[6]
- وسام الخدمة المميزة الأردني.[6]
- وسام نجمة فلسطين، من الرئيس الفلسطيني ياسر عرفات.[6]
- وسام نجمة القدس، عام 2005، من الرئيس الفلسطيني محمود عباس.[7]
- وسام الحسين للعطاء المميز، عام 2007.[8]

## وفاته
توفي أشرف الكردي بتاريخ 5 أبريل 2012، ونعاه الرئيس الفلسطيني محمود عباس قائلًا: «آلمنا جدًا تلقي نبأ رحيل معالي الأخ د.أشرف الكردي إلى جوار الرفيق الأعلى بعد حياة كرسها لخدمة وطنه وقضايا أمته، فقد عرفناه رحمه الله، أخا عزيزًا وطنيًا وإنسانًا بكل ما تحمله هذه الكلمات من معان سامية، مخلصا ومتفانيًا في كل المواقع التي تبوأها».